# Agrochola gratiosa
Agrochola gratiosa är en fjärilsart som beskrevs av Otto Staudinger 1881. Agrochola gratiosa ingår i släktet Agrochola och familjen nattflyn. Inga underarter finns listade i Catalogue of Life.